# George Grey, I baronetto di Fallodon
George Grey (Howick, 10 ottobre 1767 – Portsmouth Dockyard, 3 ottobre 1828) è stato un militare britannico e primo baronetto Grey di Fallodon.

## Biografia
Era il terzo figlio di Charles Grey, I conte Grey (1729–1807) e di Elizabeth Grey (1744–1822).
Fin dall'età di 14 anni prese servizio come ufficiale della marina nella Royal Navy nelle Indie dell'ovest.
Imbarcatosi su una HMS Resolution al comando del capitano Lord Robert Manners, Grey partecipò all'azione di George Brydges Rodney nella Battaglia delle Saintes contro la Francia il 12 aprile 1782.
Nel 1784 venne riunita una commissione incaricata di promuovere George Grey al rango di Luogotenente della marina. Dopo le rappresentanze fatte da Charles Grey a John Pitt, II conte di Chatham riguardo alla carriera di suo figlio, George venne promosso il 7 agosto 1793 a Capitano della HMS Vesuvius.
All'inizio della guerra con la Francia nel 1793, Grey aveva preso servizio sulla HMS Quebec. Successivamente venne promosso a comandante della bombarda Vesuvius. Le forze congiunte comandate da John Jervis ed il padre di Grey, il Generale Charles, procedettero verso i Caraibi dove catturarono le colonie francesi di Martinica, Guadalupe e Saint Lucia.
Secondo i resoconti dell'epoca, Charles Grey aveva al suo comando 2400 uomini per attaccare i forti francesi, mentre suo figlio ed il capitano Nugent avevano dai 200 ai 400 marinai per muovere i pesanti cannoni, le munizioni e i rifornimenti per l'esercito. A volte dovevano prendere d'assalto il nemico con la punta delle baionette per guadagnare terreno.
Al loro ritorno nelle acque britanniche il 1º maggio 1795, la HMS Boyne prese fuoco durante delle esercitazioni mentre era ancorata a Spithead. Il fuoco si diffuse velocemente causando lo sparo dei cannoni che colpirono le navi vicine. Undici membri dell'equipaggio della Boyne persero la vita e due dalla Queen Charlotte, ancorata lì vicino. I cavi dell'ancora furono distrutti dale fiamme così che la nave andò alla deriva e si incagliò. Essa alla fine fu fatta esplodere. La Boyne Buoy ancora segna la posizione del relitto vicino Southsea Castle all'entrata di Portsmouth Harbour. L'incidente si verificò prima che John Jervis potesse rimuovere tutte le sue carte e le sue cose, tutto andò così perduto sulla nave.
George Grey, come capitano, dovette presentarsi dinanzi alla corte marziale ma venne assolto non essendo a bordo al momento dell'accaduto.
Nel novembre del 1796 Grey navigò con John Jervis e Robert Calder sulla HMS Lively per unirsi alla Mediterranean Fleet a Gibraltar. Durante la battaglia di Cape St Vincent il 14 febbraio 1797, nonostante i pesanti combattimenti, ci fu solo un morto sulla HMS Victory, quando un marinaio accanto a John Jervis venne colpito da un proiettile a poppa.
Nell'agosto del 1797 al capitano Grey fu dato il comando della HMS Ville de Paris e l'anno seguente, nel settembre del 1798, successe a Robert Calder come Master and Commander della Mediterranean Fleet. Gli ordini vennero dati da George Spencer, II conte Spencer, First Lord of the Admiralty il 29 agosto 1798.
Dal giugno del 1799 il conte St Vincent aveva dato a Grey la posizione di Generale-Aiutante della Fleet e gli venne richiesto di scortarlo a casa sulla Ville de Paris.
Nell'aprile del 1800 John Jervis fu richiamato a comandare la Channel Fleet per sedare lo spirito di ammutinamento della ciurma. Il capitano Grey lo accompagnò come suo capitano di bandiera sulla HMS Ville de Paris.
All'inizio della breve pace nel marzo del 1801 Grey accettò il comando di uno dei yachts reali a Weymouth e non riprese di nuovo servizio attivo.
La famiglia Grey visse a Weymouth nei tre anni di servizio presso il re Giorgio III.

## Gli ultimi anni
Dal 1804 al 1806 Grey fu Commissioner di Sheerness. Durante questo periodo, il 23 dicembre 1805 il suo yacht ufficiale, lo Chatham, venne usato per trasferire la bara di Horatio Nelson con la sua bandiera sventolante a mezz'asta, dalla HMS Victory al Greenwich Hospital.
Nel 1806 fu nominato Commissioner a Portsmouth Dockyard. Divenne Presidente della Portsmouth Dock Yard Bible Association nel 1817 e fu un attivo sostenitore assieme alla moglie delle Missions to Seafarers.
Rimase in amicizia con l'ammiraglio Jervis fino alla sua morte nel 1823.
Oltre a Commissioner, Grey fu anche Marshal of the Vice-Admiralty Court a Barbados, Alderman di Portsmouth e Vice President della Naval and Military Bible Society.
Venne creato primo baronetto di Fallodon il 29 luglio 1814 e cavaliere dell'ordine del bagno il 20 maggio 1820 da Giorgio IV del Regno Unito.

## Famiglia
Il 18 giugno 1795 George Grey sposò ad Essendon nello Hertfordshire Mary Whitbread (1770–1858), figlia di Samuel Whitbread (1720–1796) e Lady Mary Cornwallis(1736–1770).
George e Mary ebbero nove figli:
- Mary Grey (1796–1863) che sposò prima Thomas Monck-Mason nel e poi Henry Gray nel 1840 in Irlanda;
- Sir George Grey (1799–1882), che sposò Anna Sophia Ryder;
- Elizabeth Grey (1800–1818) che sposò Charles Noel, I conte di Gainsborough;
- Harriet Caroline Augusta Grey (1802–1889) che sposò John Simon Jenkinson;
- Hannah Jean Grey (1803–1829) che sposò Sir Henry Thompson, III baronetto di Virkees (1796–1838);
- Jane Grey (1804–1838) che sposò Francis Baring, I barone Northbrook;
- Charlotte Grey (1805–1814);
- Charles Samuel Grey (1811–1860) che sposò Laura Mary Elton e poi Margaret Dysart Hunter;
- un figlio morto in tenera età nel 1814.

Lady Mary Grey morì il 9 maggio 1858 ad Eaton Place a Pimlico, Londra.

## Ascendenza
|                                      |             |                  | Genitori          |  |  | Nonni |  |  | Bisnonni  |  |  | Trisnonni |  |
|                                      |             |                  |                   |  |  |       |  |  | John Grey |  |  | John Grey |  |
|                                      |             |                  |                   |  |  |       |  |  | John Grey |  |  | John Grey |  |
|                                      |             | Dorothy Lisle    |                   |  |  |       |  |  | John Grey |  |  |           |  |
| Henry Grey, I baronetto              |             |                  |                   |  |  |       |  |  | John Grey |  |  |           |  |
|                                      |             | Margaret Pearson | James Pearson     |  |  |       |  |  |           |  |  |           |  |
|                                      |             | Margaret Pearson | James Pearson     |  |  |       |  |  |           |  |  |           |  |
|                                      |             | Margaret Pearson | …                 |  |  |       |  |  |           |  |  |           |  |
| Charles Grey, I conte Grey           |             | Margaret Pearson |                   |  |  |       |  |  |           |  |  |           |  |
|                                      |             | Thomas Wood      | Thomas Wood       |  |  |       |  |  |           |  |  |           |  |
|                                      |             | Thomas Wood      | Thomas Wood       |  |  |       |  |  |           |  |  |           |  |
|                                      |             | Thomas Wood      | Mary Armorer      |  |  |       |  |  |           |  |  |           |  |
| Hannah Wood                          |             | Thomas Wood      |                   |  |  |       |  |  |           |  |  |           |  |
|                                      |             | Jane Cooke       | Christopher Cooke |  |  |       |  |  |           |  |  |           |  |
|                                      |             | Jane Cooke       | Christopher Cooke |  |  |       |  |  |           |  |  |           |  |
|                                      |             | Jane Cooke       | Hannah Hauxworth  |  |  |       |  |  |           |  |  |           |  |
| George Grey, I baronetto di Fallodon |             | Jane Cooke       |                   |  |  |       |  |  |           |  |  |           |  |
|                                      | George Grey | George Grey      |                   |  |  |       |  |  |           |  |  |           |  |
|                                      | George Grey | George Grey      |                   |  |  |       |  |  |           |  |  |           |  |
|                                      | George Grey | Elisabeth Cowdry |                   |  |  |       |  |  |           |  |  |           |  |
| George Grey                          | George Grey |                  |                   |  |  |       |  |  |           |  |  |           |  |
|                                      |             | Alice Clavering  | James Clavering   |  |  |       |  |  |           |  |  |           |  |
|                                      |             | Alice Clavering  | James Clavering   |  |  |       |  |  |           |  |  |           |  |
|                                      |             | Alice Clavering  | Jane Ellison      |  |  |       |  |  |           |  |  |           |  |
| Elizabeth Grey                       |             | Alice Clavering  |                   |  |  |       |  |  |           |  |  |           |  |
|                                      |             | Nathaniel Ogle   | Ralph Ogle        |  |  |       |  |  |           |  |  |           |  |
|                                      |             | Nathaniel Ogle   | Ralph Ogle        |  |  |       |  |  |           |  |  |           |  |
|                                      |             | Nathaniel Ogle   | Martha Thompson   |  |  |       |  |  |           |  |  |           |  |
| Elizabeth Ogle                       |             | Nathaniel Ogle   |                   |  |  |       |  |  |           |  |  |           |  |
|                                      |             | Elizabeth Newton | Jonathon Newton   |  |  |       |  |  |           |  |  |           |  |
|                                      |             | Elizabeth Newton | Jonathon Newton   |  |  |       |  |  |           |  |  |           |  |
|                                      |             | Elizabeth Newton | Isabel Jenison    |  |  |       |  |  |           |  |  |           |  |
|                                      |             | Elizabeth Newton |                   |  |  |       |  |  |           |  |  |           |  |